# Šternberský palác (Hradčany)
Šternberský palác na Hradčanském náměstí 15, čp. 57 v Praze 1 patří mezi nejvýznamnější díla světské architektury nastupujícího vrcholného baroka v Čechách. Od roku 1964 je kulturní památkou.
Šternberský palác leží poněkud stranou Hradčanského náměstí, až na samém okraji Jeleního příkopu. Prochází se k němu levým křídlem Arcibiskupského paláce.

## Dějiny
Na místě dnešního paláce stával renesanční palác Lobkoviců. Bydlel zde např. i nejvyšší hofmistr císaře Rudolfa II. Kryštof starší Popel z Lobkovic. Později patřil rodu Fürstenbergů, poté Schwarzenbergů a v roce 1690 se stal vlastnictvím Šternberků. Hrabě Václav Vojtěch ze Šternberka přikoupil v roce 1697 sousední Sasko-lauenburský palác a rozhodl se vystavět v těchto místech palác nový. Stavba byla zahájena v roce 1698.
Stavba se protáhla do roku 1707, a i když z původní plány nebyly zcela uskutečněny, stala se jednou z nejvýznamnějších staveb světské architektury nastupujícího vrcholného baroka v Česku.
V roce 1811 palác zakoupila Společnost vlasteneckých přátel umění, která v letech 1835–1842 provedla dostavbu jižního křídla ve stylu pozdního klasicismu podle projektu Jana Novotného. Při této přestavbě vzniklo nové barokní průčelí. V této době (1821 až 1847) byly v paláci umístěny i sbírky Národního muzea. Zde pracovali zakladatelé české vědy (Pavel Josef Šafařík, Karel Bořivoj Presl). Archivář Václav Hanka (považovaný za možného spolutvůrce rukopisů Královédvorského a Zelenohorského) a malíř Antonín Mánes zde v té době i bydleli.
V roce 1871 objekt získal Spolek paní a dívek sv. Anny, který zde zřídil útulek pro mentálně postižené – první svého druhu v Rakousku-Uhersku, podle mecenášky Ernestiny, kněžny z Auerspergu nazvaný Ernestinum. Pod tímto jménem bývá také v literatuře někdy palác uváděn.
V letech 1918–1947 palác užívala Československá armáda. V paláci byla umístěna intendantní vojenská škola, sídlilo zde protektorátní vládní vojsko a po roce 1945 Hradní stráž. Až v roce 1947 se stal majetkem Národní galerie.
V současné době zde sídlí stálá expozice evropského malířství Národní galerie.

## Autor stavby
Totožnost architekta je dodnes nejasná. Za nejpravděpodobnější je přijímána osoba Giovanniho Battisty Alliprandiho, ale není vyloučena spoluúčast Jana B. Matheye, autora šternberského zámku v Troji. Uvádějí se však jména i dalších možných stavitelů: Domenico Martinelli, C. Fontana, Kryštof Dientzenhofer, Johann Bernhard Fischer z Erlachu či Jan Blažej Santini-Aichel.

## Výzdoba
Výzdoba interiéru odpovídá významu stavby. Štuky jsou dílem Giuseppe Donata Frisoniho, na malířské výzdobě se podíleli významní umělci té doby: Michael Václav Halwax, Matěj Nettel, Jan Rudolf Bys, Jan Václav Kratochvíl.

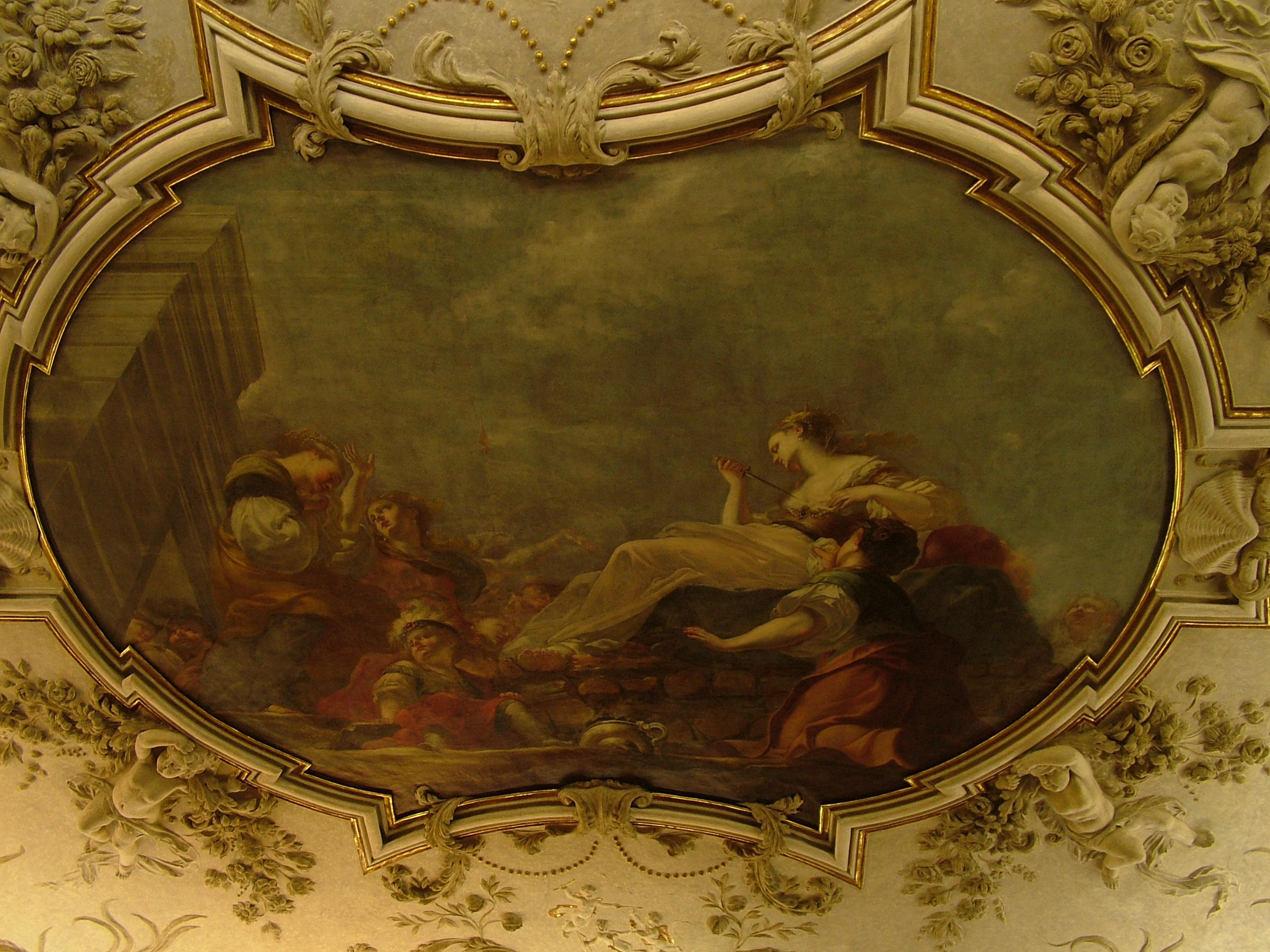